# Sibone

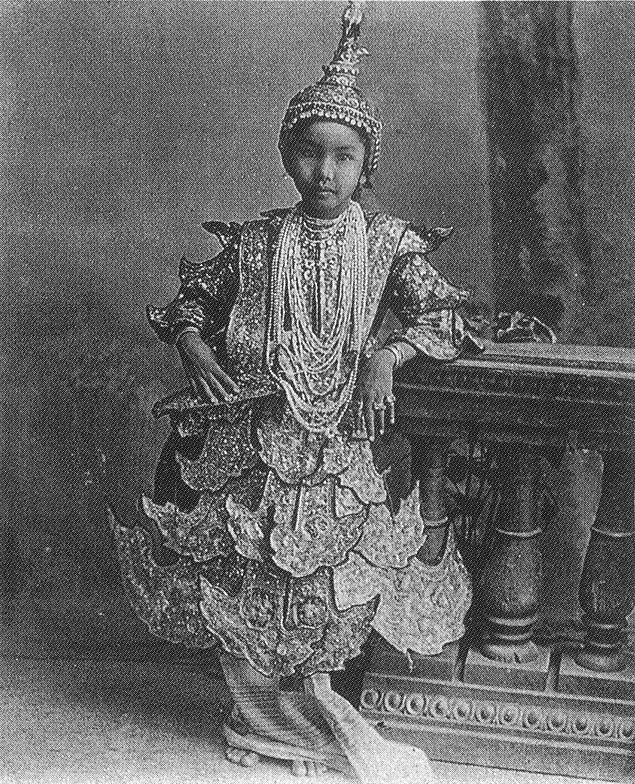
Jeune princesse de la dynastie Konbaung en habits de cour.

Le sibone (birman : စည်းပုံ) est un couvre-chef birman.

## Histoire
À l'époque précoloniale, le sibone était porté par les aristocrates birmanes, notamment les reines et les princesses, et il constituait, avec le mahālatā, la tenue de cérémonie pour les fonctions étatiques birmanes. Dans la Birmanie d'aujourd'hui, le sibone est porté par les jeunes filles lors de la cérémonie de perçage des oreilles, de même que par les danseurs traditionnels birmans.

## Galerie

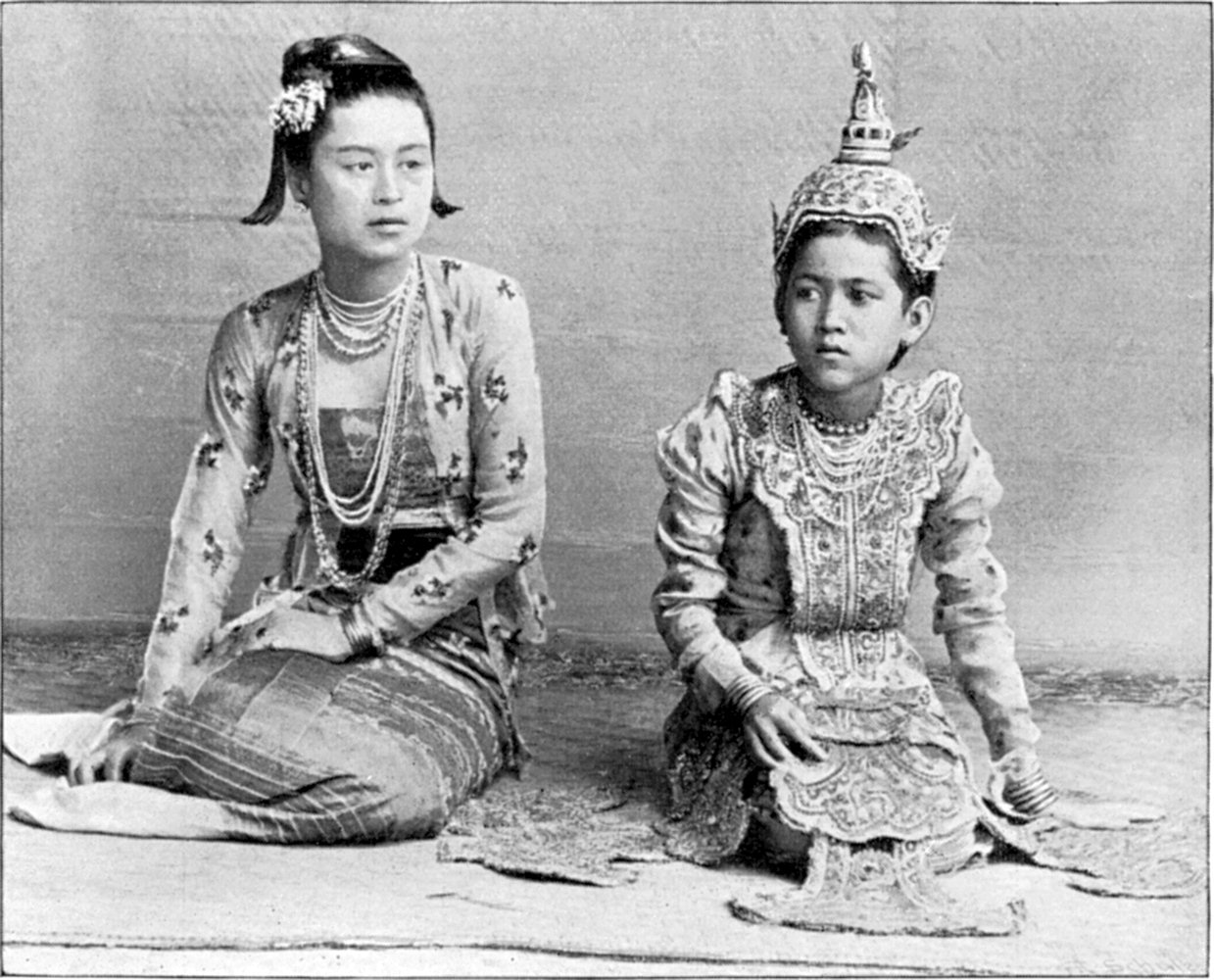
Princesses birmanes. Photo de Max Henry Ferrars
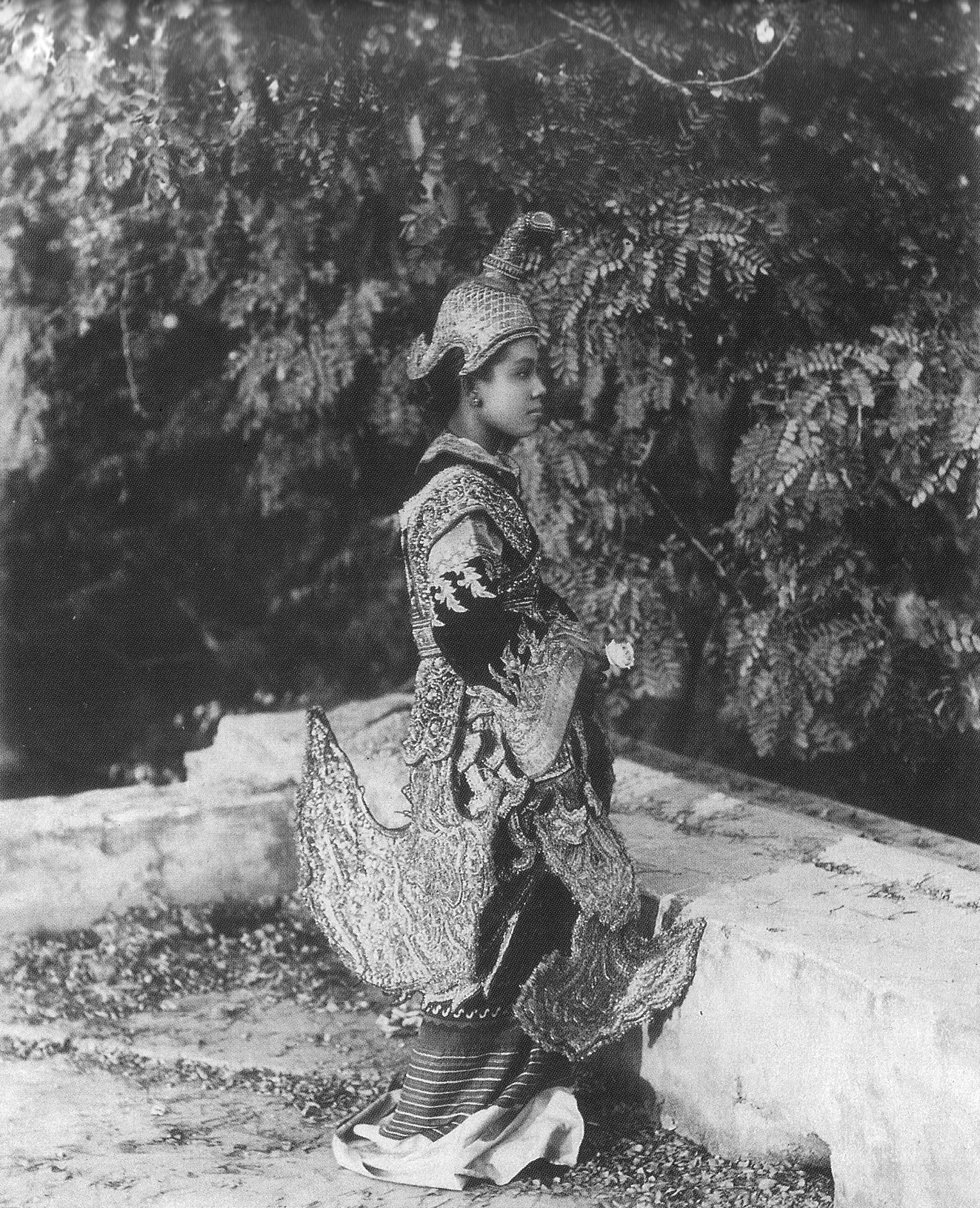
Princesse de la dynastie Konbaung en habits de cour
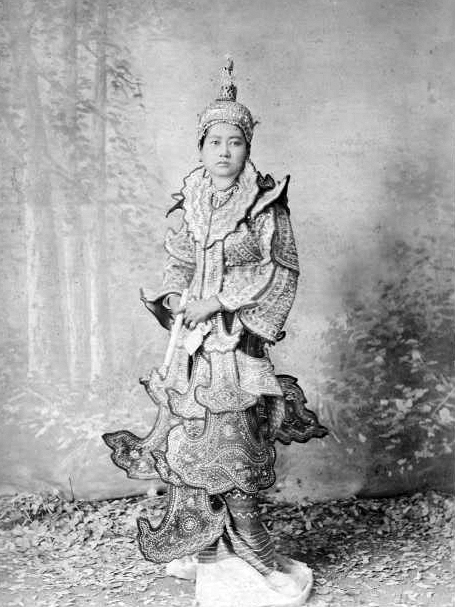
Princesse de la dynastie Konbaung
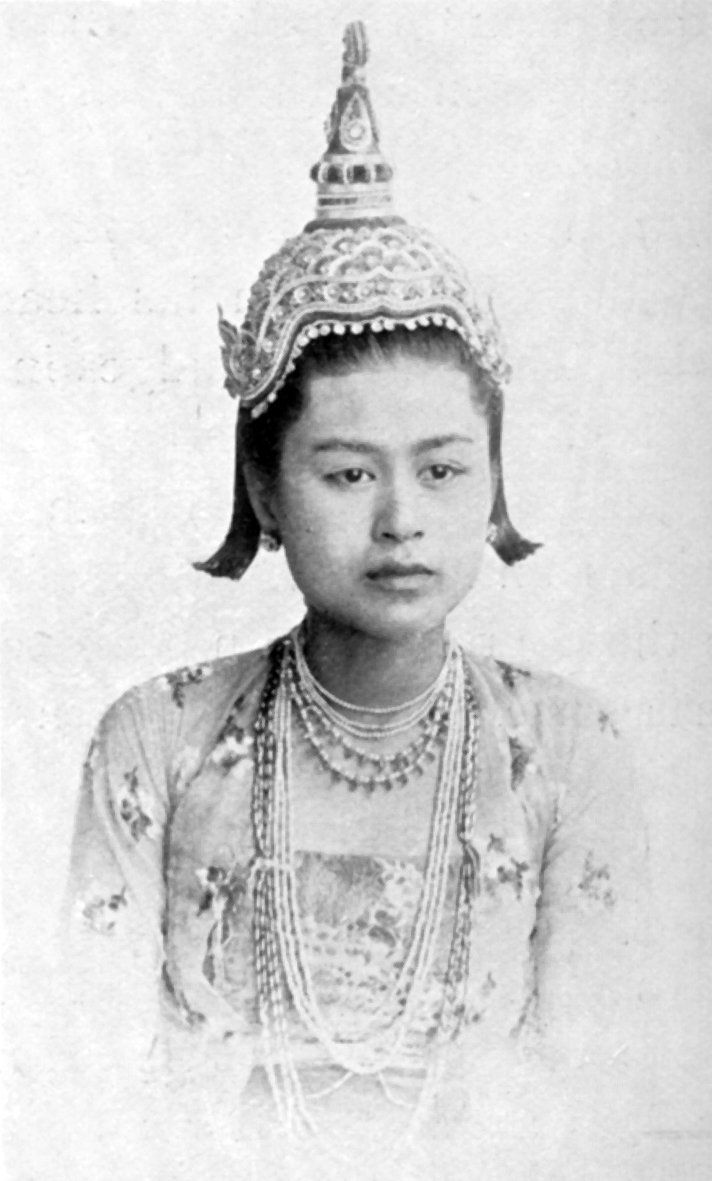
Princesse birmane vers 1900

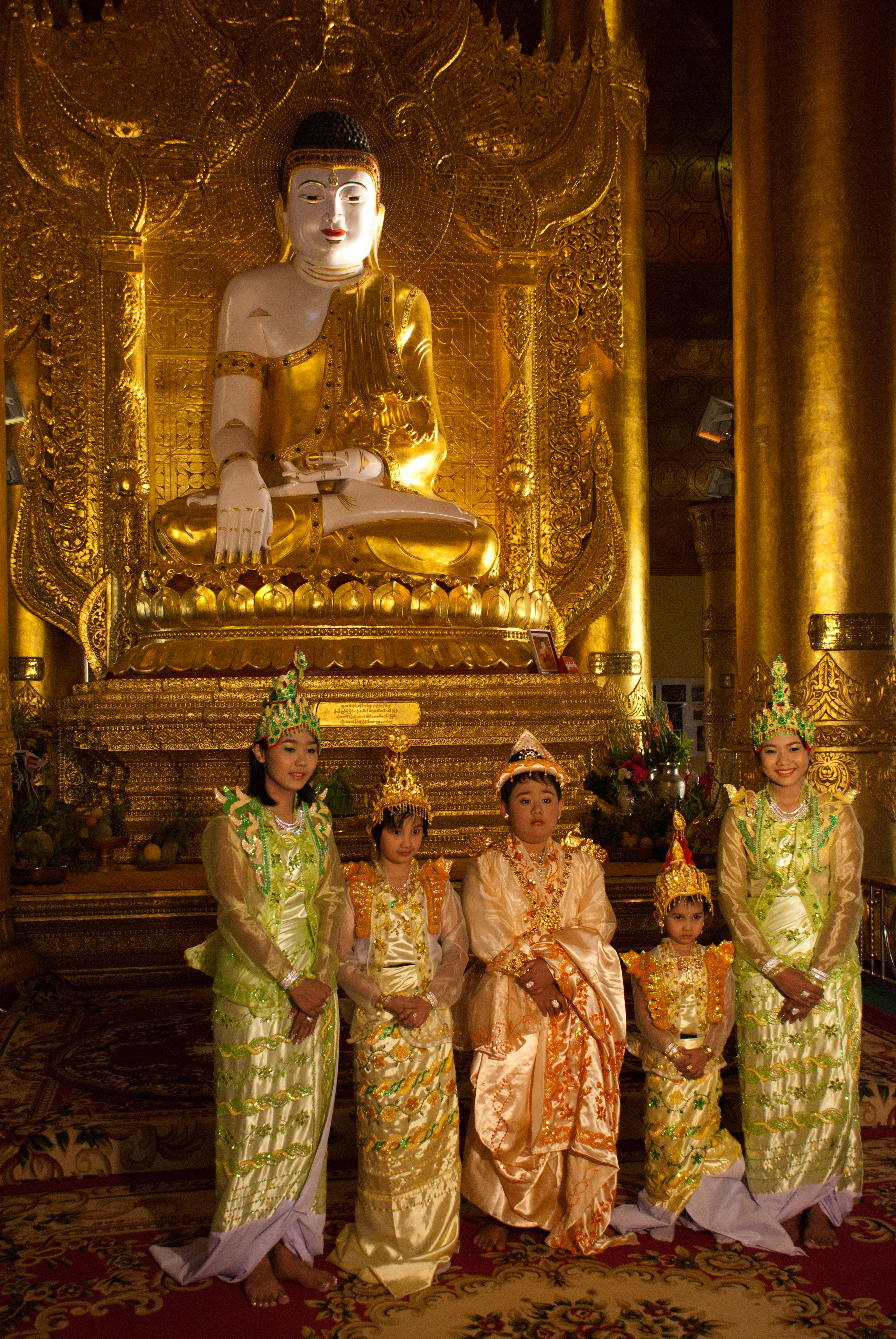
Cérémonie de perçage des oreilles à Maymyo
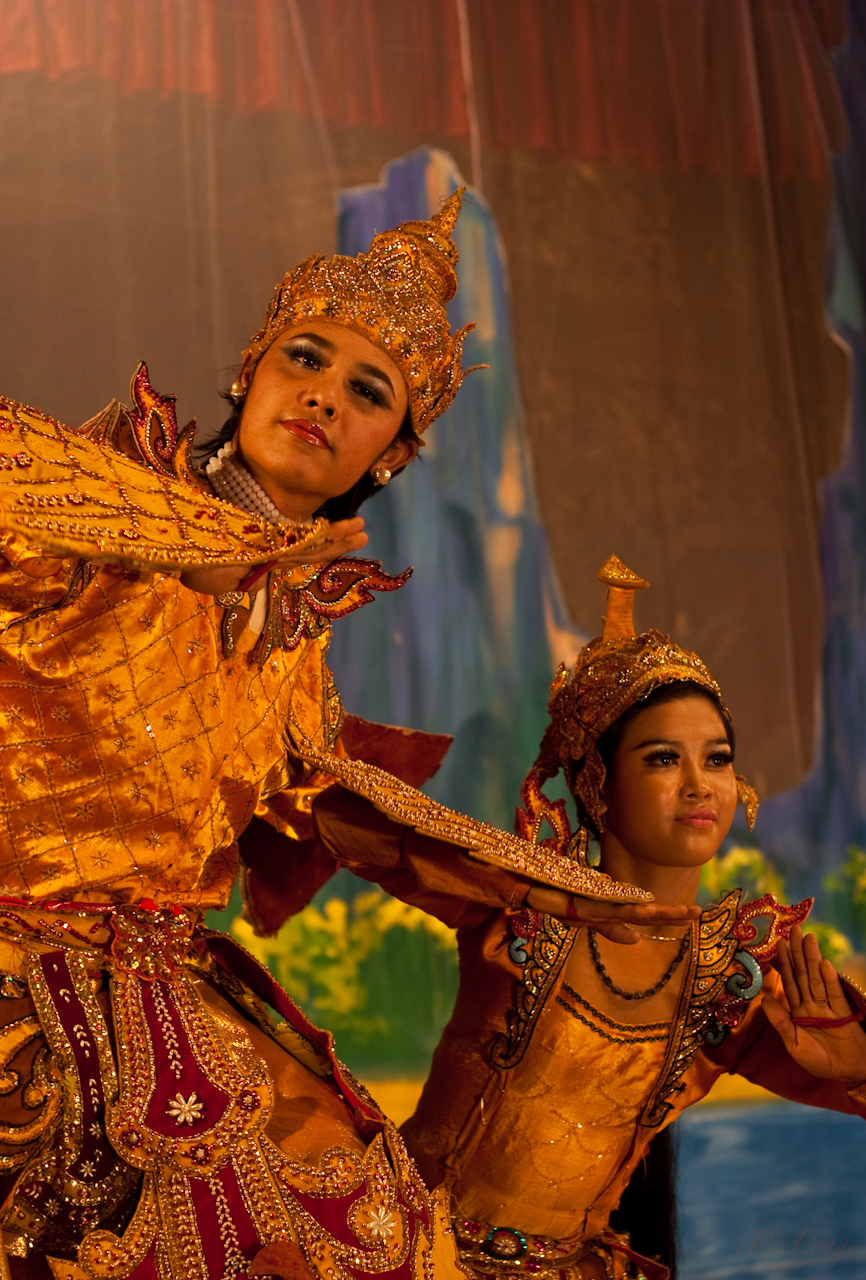
Danseuses dans La Geste de Rāma